# Batsányi János

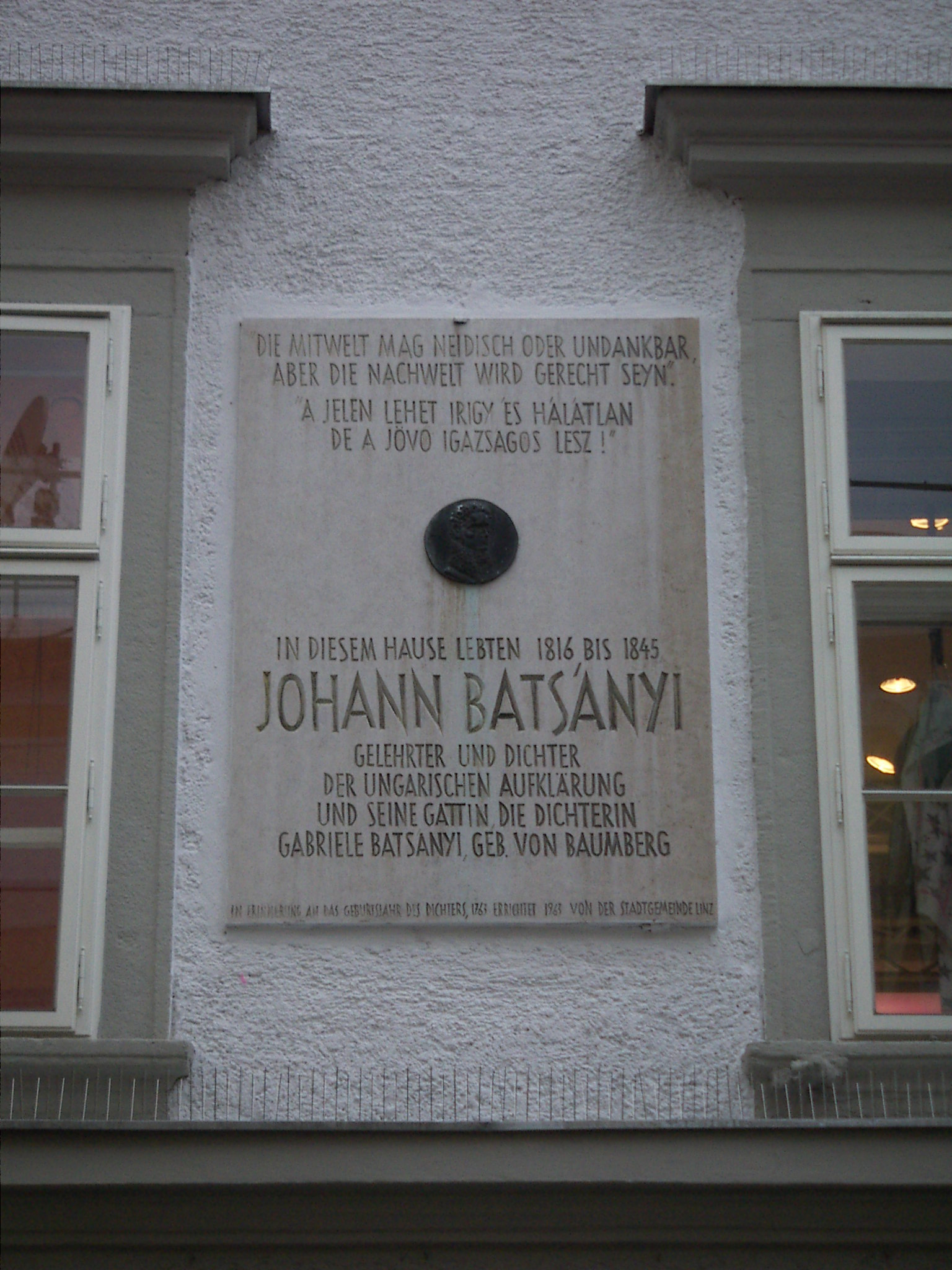
Emléktábla a linzi lakásukon (Landstraße 28)

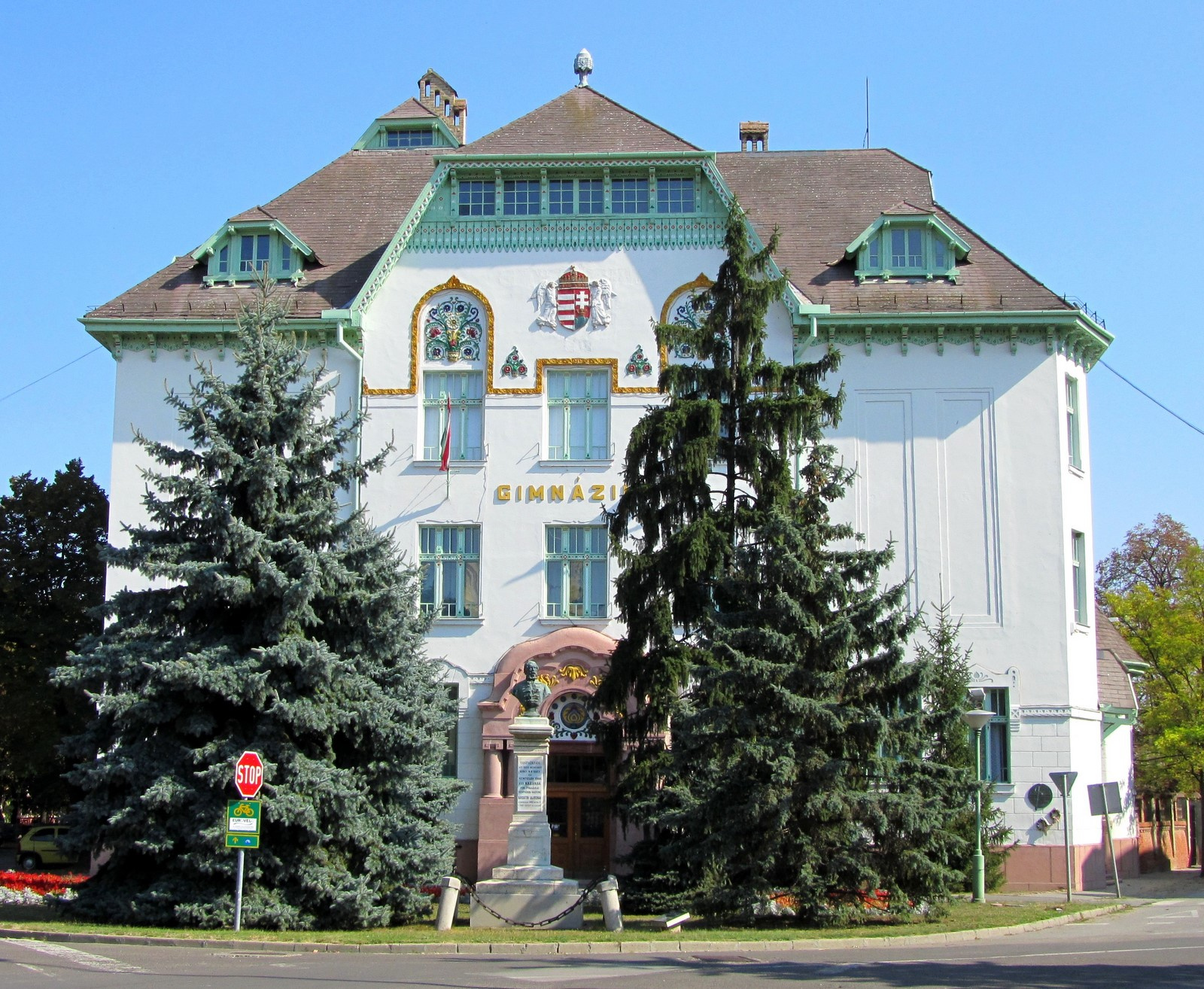
Batsányi János Gimnázium és Szakközépiskola (Csongrád, Kossuth Lajos tér 1.)

Batsányi János (másként: Bacsányi János, Tapolca, Zala vármegye, 1763. május 9. – Linz, Ausztria, 1845. május 12.) magyar költő.

## Élete
1763-ban született a Zala vármegyei Tapolcán, polgári származású családban. Korán kivált értelmével kortársai közül. Keszthelyen, Veszprémben, Sopronban és a pesti piaristáknál végezte iskoláit. Huszonkét évesen már egyetemi diplomásnak mondhatta magát. Ekkor már négy nyelven verselt: magyarul, latinul, németül és franciául.
Joggyakornokként került Orczy Lőrinc báró pesti házába, ahol a ház fiának tanítója lett. Orczy megkedvelte és szívesen látta szalonjában, ahol a felvilágosodás korabeli értelmiségi ifjúsággal is találkozhatott. 1785 végén, tanítványa halála után Kassán a kamarai igazgatóságnál hivatalnok (gyakornok, később írnok) lett.
Baróti Szabó Dávid, Kazinczy Ferenc és Batsányi 1787-ben megalapította az első magyar irodalmi társaságot (Kassai Magyar Társaság). Országszerte sokan csatlakoztak hozzájuk. Elindították a Magyar Museum (1788–1792) című irodalmi folyóiratot – az első ilyet Magyarországon. Azonban a szerkesztők, különösen a radikális Batsányi és az óvatosabb Kazinczy között rögtön meg is indult a politikai vita: Kazinczynak nem tetszett, hogy az ő írását (a lap beköszöntőjét) Batsányi átszerkesztette és élesebb hangvételűvé tette. A második számtól kezdve külön dolgoztak, azt már Batsányi készítette el. Kazinczy ezután kivált a társaságból, és megalapította saját lapját, az Orpheust. (Kazinczy és Batsányi viszonya már korábban is feszült volt.)
A francia forradalom eszméinek nagy híve lett, és annak első intézkedéseit üdvözölte. 1789-ben a Magyar Museumban megjelent A franciaországi változásokra című verséért feljelentették. Nem ítélték el, de ettől kezdve szemmel tartották. Nézetei miatt 1793-ban elbocsátották állásából. Ekkor Forgách Miklós gróf, nyitrai főispán magántitkára lett.
Megvádolták a Martinovics-mozgalomban való részvétellel is. 1794. november 11-én letartóztatták. A perben tisztázódott ugyan, hogy a szervezkedésben nem vett részt, mégis egy évi börtönre ítélték a törvényellenes mozgalom feljelentésének elmulasztása, és a saját védőbeszédében is hangoztatott „veszedelmes elvek” miatt. Előbb a budai, majd a kufsteini börtönbe került.
Szabadulása (1796. április 23.) után Bécsben vállalt hivatalt. Ekkor adta ki saját jegyzeteivel Ányos Pál munkáit (Magyar Minerva I. Bécs, 1798.), és dolgozott Ossian fordításán, melyből azonban csak az Iniszthonai háború jelent meg (Erdélyi Muzéum V. 1816.).
1799-ben ismerkedett meg Baumberg Gabriellával, az ünnepelt osztrák költőnővel, akit előbb szüleinek ellenállása, majd saját rossz anyagi helyzete miatt csak 1805-ben vehetett feleségül és akinek német verseit 1805-ben és 1807-ben kiadta.
Mikor Napóleon császár 1809-ben bevonult Bécsbe, Batsányi a szabadítót remélte benne. Volt kufsteini fogolytársa, a bassanói herceg kérésére ő fordította le Napóleon kiáltványát (május 15-én), amelyben az osztrákoktól való elszakadásra szólítja fel a magyarokat. A békekötés után kivonuló franciákat követve még ebben az évben  Párizsba költözött. Napóleon évi 2000 frankos anyagi támogatást nyújtott neki.
A császár bukása után Batsányi jelentkezett a Párizsba bevonuló osztrákoknál, akik 1815-ben a spielbergi börtönbe vetették, majd 1816-ban a feleségével együtt internálták: szigorú rendőri felügyelet mellett élt a felső-ausztriai Linzben.
A kulturális életbe már nem tudott bekapcsolódni, így az ortológus–neológus vita idején is az ortológusokat támogatta – valószínűleg információ hiányában, de magyarázzák Kazinczy ellenérzésével is. 1824-ben kiadta Faludi Ferenc verseit.
Hitvesének elvesztése (1839. július 24.) után egyre nehezedőbb magányban élt 1845. május 12-én bekövetkezett haláláig. 1843-ban, 80 éves korában a Magyar Tudományos Akadémia felvette levelező tagjai közé. Könyvtárát a Nemzeti Múzeumra hagyta. Magyarországon csak két évvel halála után tudták meg, hogy már nem él.

## Művei
- A' magyaroknak vitézsége. Régiek példáival meg-világosíttva; Trattner Ny., Pest, 1785
- Melly örömtől zengnek Kassának hajléki...; s.n., s.l., 1790
- Der Kampf. Ein lyrisches Gedicht. Nebst einem Anhang über das Feodalwesen und das neue europäische Staatensystem oder die republikanisch konstitutionelle Monarchie [A viaskodás]; Cotta], Tübingen, 1810
- A' magyar tudósokhoz; Trattner, Pest, 1821
- Faludi Ferentz versei; kiad. Batsányi János Faludi Ferentz életéről, 's munkájiról, és a' magyar nyelvről 's versszerzésről [c. tanulmányával]; Trattner János Ny., Pest, 1824
- Batsányi János versei; Trattner Ny., Pest, 1827
- Batsányi János' poétai munkáji; 2. megbőv. kiad.; Királyi Universitás, Buda, 1835
- Bacsányi János költeményei, válogatott prózai írásaival egyetemben; kiad. Toldy Ferenc; Heckenast, Pest, 1865
- Bacsányi János válogatott költeményei; kiad. Lengyel Miklós; Lampel, Bp., 1909 (Magyar könyvtár)
- Batsányi János költeményei; sajtó alá rend., bev. Váry Rezső; Athenaeum, Bp., 1913 (Modern könyvtár)
- Batsányi János munkáiból; vál., bev. Csányi László; Műhely, Pécs, 1945
- Bacsányi János válogatott munkái; Bacsányi János Népi Kollégium–Kakas Ny., Zalaegerszeg, 1947
- Bacsányi János válogatott munkái; szerk., bev. Jancsó Elemér; Irodalmi és Művészeti, Bukarest, 1953 (Haladó hagyományaink)
- Batsányi János válogatott költeményei; vál., bev., jegyz. Bornyi Sándor; Szépirodalmi, Bp., 1953 (Szépirodalmi kiskönyvtár)
- Batsányi János válogatott művei; bev. Keresztury Dezső, sajtó alá rend. Keresztury Dezső, Tarnai Andor; Szépirodalmi, Bp., 1956 (Magyar klasszikusok)
- "Hazámnak akartam szolgálni". A felségsértéssel és hazaárulással vádolt költő a maga ügyében; sajtó alá rend., bev., jegyz. Keresztury Dezső, ford. németből Keresztury Dezső, ford. latinból Kövendi Dénes; Magvető, Bp., 1960 (Magyar könyvtár)
- Zengj hárfa! Válogatott versek; vál., utószó Keresztury Dezső, ill. Borsos Miklós; Magyar Helikon, Bp., 1963
- Batsányi János párizsi levelei Johann Georg Müllerhez; közzéteszi Zsindely Endre; Akadémiai Ny., Bp., 1964
- Batsányi János válogatott versei; vál., életrajz Töreky László; Tapolcai Városszépítő Egyesület–Városi Tanács, Tapolca, 1989 (Tapolcai füzetek)
- Batsányi János összes költeményei; előszó Debreczeni Attila; Nemzeti Tankönyvkiadó, Bp., 1993 (Felfedezett klasszikusok)
- Hajnal hasad. Összeállítás Bessenyei György, Baróti Szabó Dávid, Batsányi János, Szentjóbi Szabó László műveiből; Interpopulart, Szentendre, 1995 (Populart füzetek)
- A látó. Válogatott versek; Corvin, Déva, 2002 (Corvin klasszikusok)
- Batsányi János összes költeményei, 1763–1845; Fapadoskonyv.hu, Bp., 2009

### Kritikai kiadás (1953–1967)
- Batsányi János összes művei, 1-4.; kritikai kiad.; sajtó alá rend. Keresztury Dezső, Tarnai Andor; Akadémiai, Bp., 1953–1967
  - I. Versek; 1953
  - II. Prózai művek első kötet; tan. Rózsa György: Batsányi János képmásai; 1960
  - III. Prózai művek második kötet; 1961
  - IV. Der Kampf / A viaskodás. Költemény / Anhang über das Feodalwesen und das neue europäische Staatensystem... / A hűbériségről és az új európai államrendszerről...; ford. Hill Erzsébet, sajtó alá rend. Zsindely Endre; 1967

## Ismertebb idézetek
Ars poetica
(A ritmus csak szolga …)
A ritmus csak szolga,
Szolgálat a dolga!
Ez a versszerzés titka,
Melyet, aki tudna, ritka.
A franciaországi változásokra
Nemzetek, országok! kik rút kelepcében
Nyögtök a rabságnak kínos kötelében,
S gyászos koporsóba döntő vas-igátok
Nyakatokról eddig le nem rázhatátok;
Ti is, kiknek vérét a természet kéri,
Hív jobbágyitoknak' felszentelt hóhéri,
Jertek, s hogy sorsotok előre nézzétek,
Vigyázó szemetek Párisra vessétek!

## Képgaléria

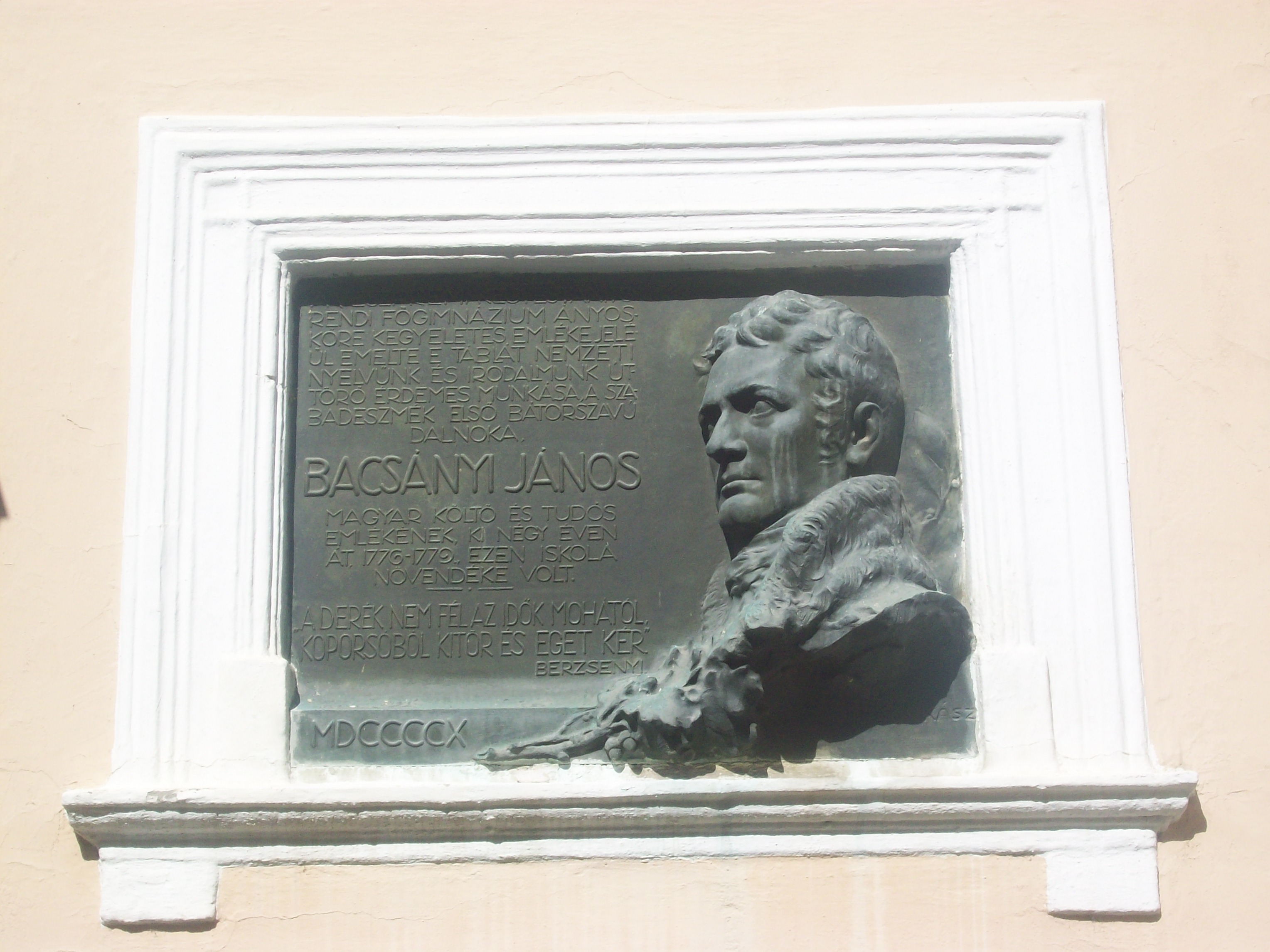
Batsányi János emléktáblája a veszprémi várban
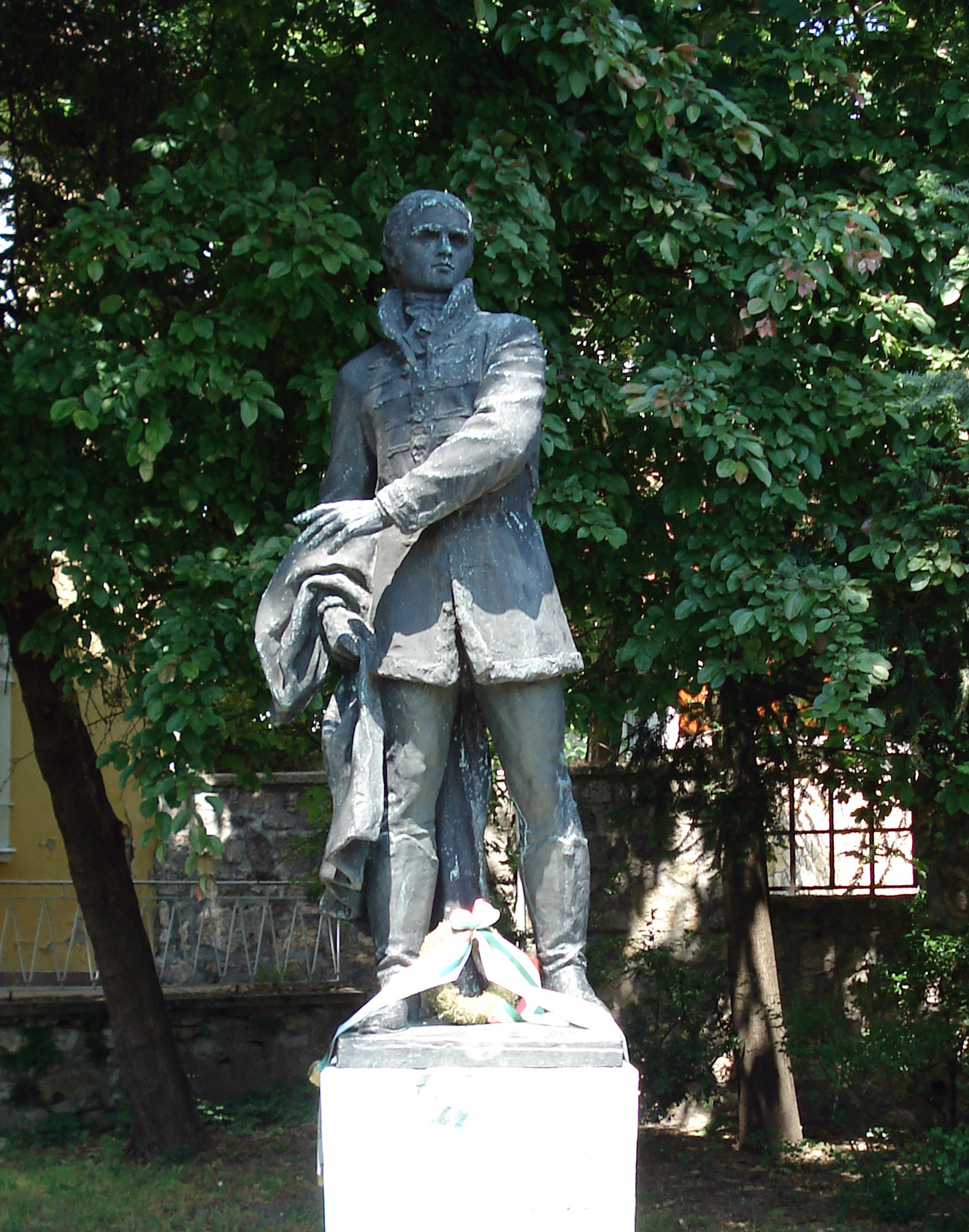
Batsányi János szobra szülővárosában, Tapolcán
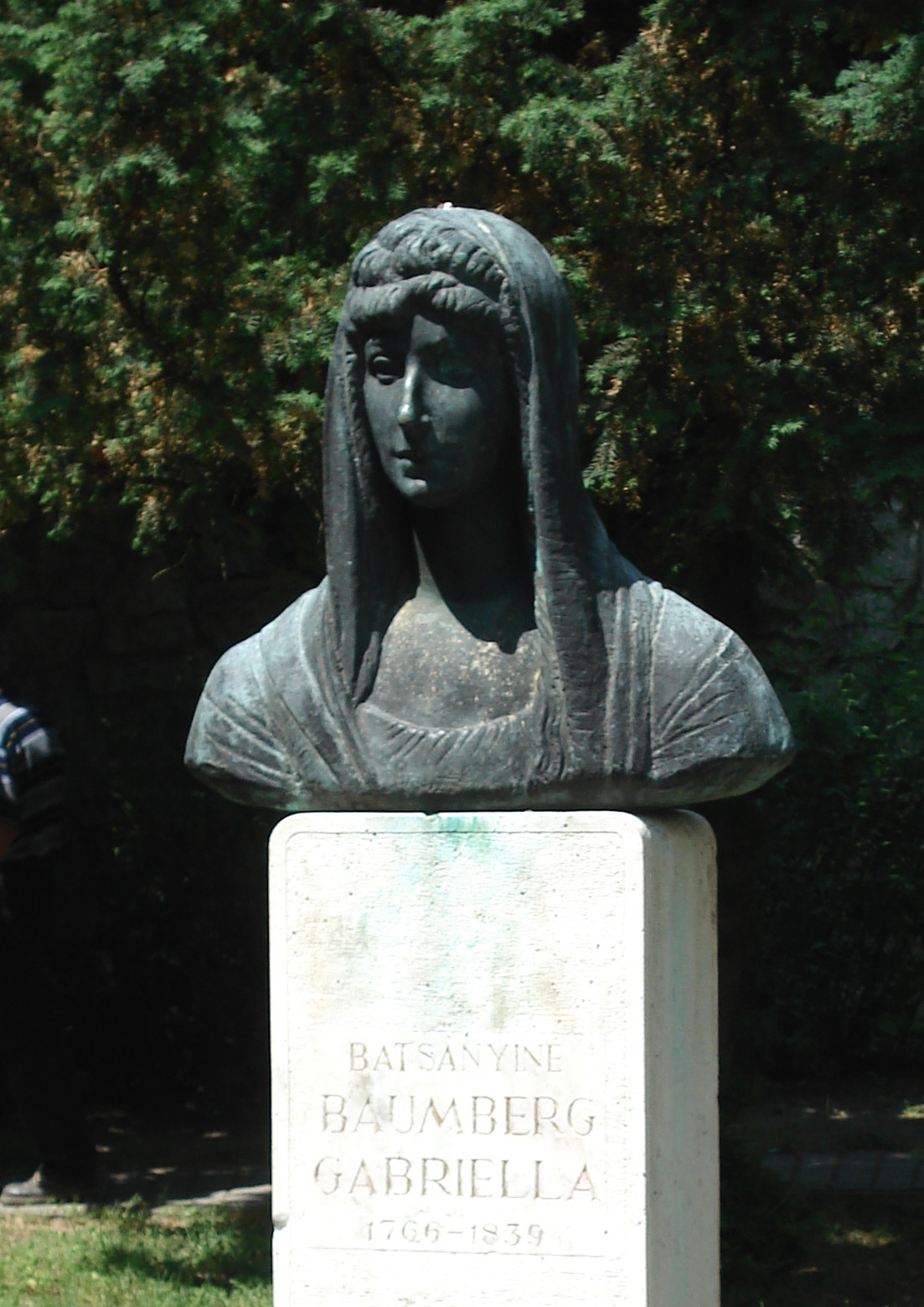
Batsányiné Baumberg Gabriella, Batsányi János feleségének szobra Tapolcán
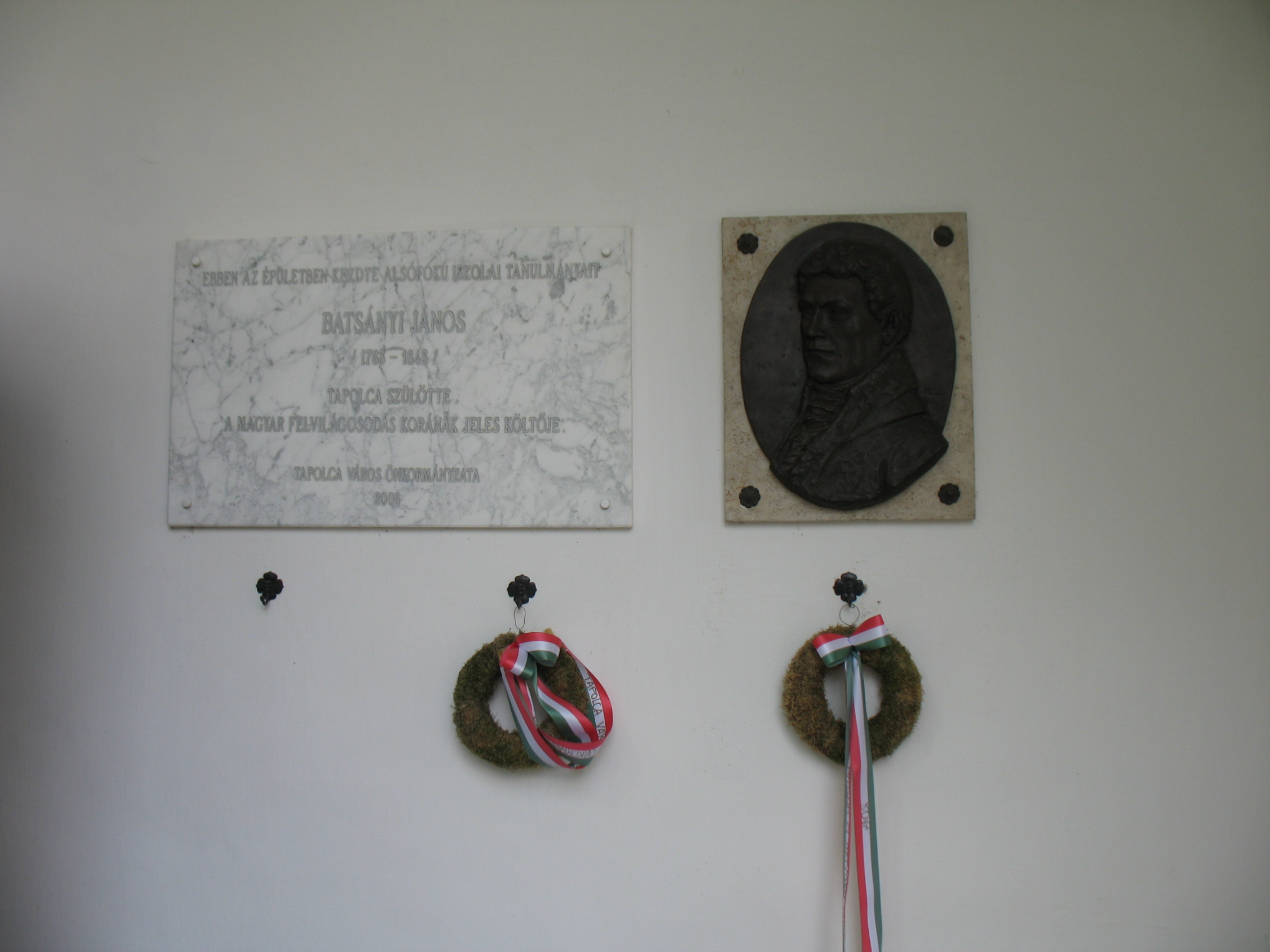
Emléktábla Batsányi János tapolcai iskolája falán
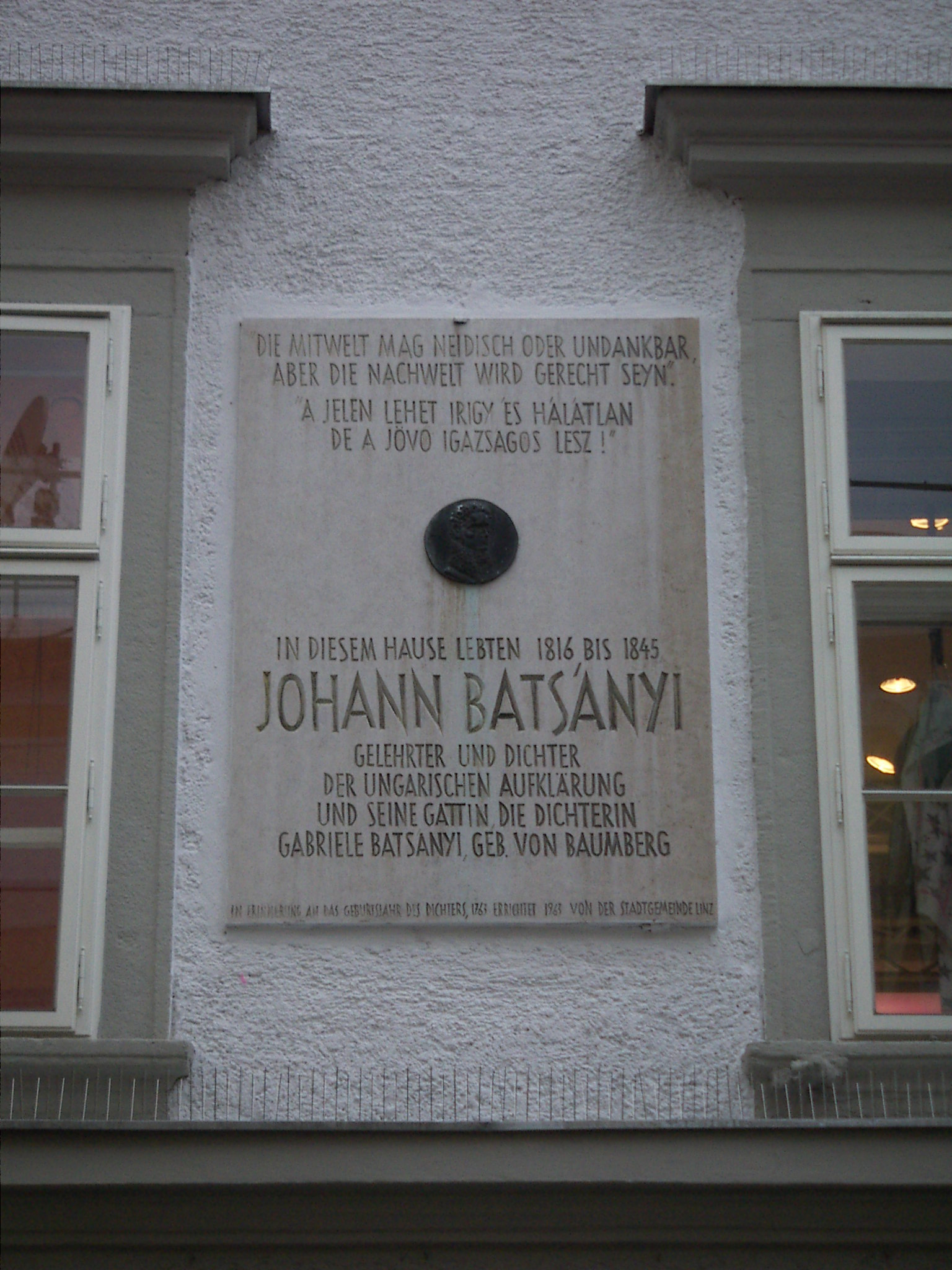
Emléktábla Batsányi János linzi lakóháza falán

## Emlékezete

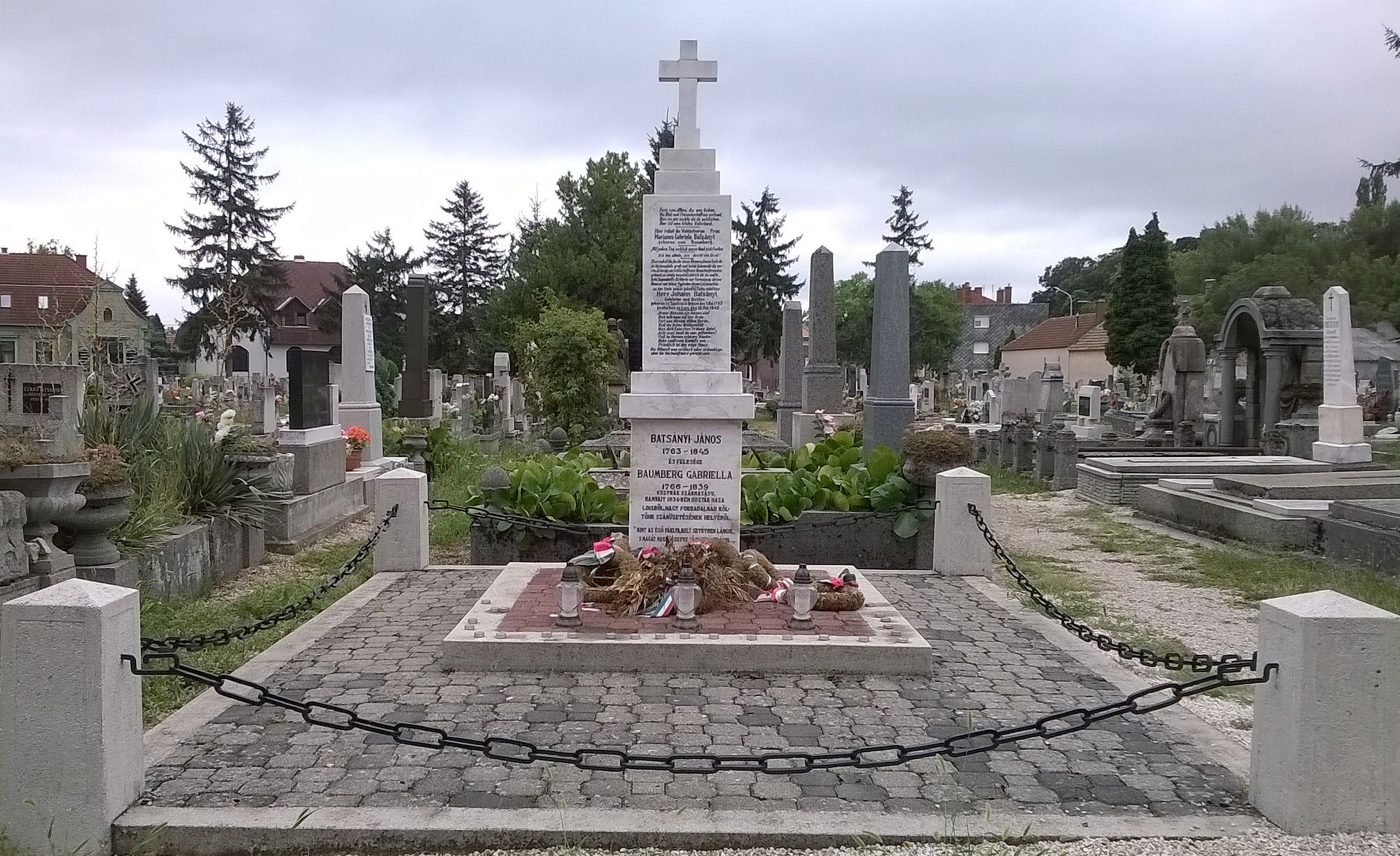
Batsányi János és felesége, Baumberg Gabriella nyughelye Tapolcán

- Linzben a  Landstrasse 28 szám alatt emléktábla hirdeti, hogy ott lakott Batsányi János és felesége.[2]
- 1934-ben szülővárosában, Tapolcán újratemették feleségével együtt. A város azóta rendszeresen megemlékezik róla.

## Szakirodalom
- Bayer Ferenc: Bacsányi János. Irodalomtörténelmi tanulmány; Reichard-Litfass Ny., Sopron, 1878
- Bérczy Jenő: Bacsányi János; Hagelman Ny., Kaposvár, 1886
- Bodiu Mihály: Bacsányi János irodalmi működése; szerzői, Losonc, 1894
- Szinnyei Ferenc: Bacsányi János; Athenaeum, Bp., 1898
- Horánszky Lajos: Bacsányi János és kora. Eredeti levelezések és egykorú források nyomán; Hornyánszky Ny., Bp., 1907
- Császár Elemér: Batsányi János; Franklin Ny., Bp., 1913
- Schuy, Gilbert: Bacsányi János és I. Napóleon 1809-ki proclamatiója a magyarokhoz; Stephaneum Ny., Bp., 1914 (Történeti értekezések)
- Vajda Ilona: Batsányi János és Baumberg Gabriella I. 1799-1809; Dunántúl Ny., Bp., 1938 (Minerva-könyvtár)
- Crouy-Chanel Katalin: Johannes von Müller magyar barátai; s.n., Bp., 1941 (Minerva-könyvtár)
- Zadányi Éva: Batsányi János és Johannes von Müller; s.n., Bp., 1941 (Minerva-könyvtár)
- Nemes Éva Margit: Batsányi Párizsban. Találkozás Gabriellával; Danubia. Bp., 1942 (Minerva-könyvtár)
- Pál Margit: Batsányi Párizsban. 1810; Danubia, Bp., 1943 (Minerva-könyvtár)
- Batsányi János. Köpeczi Béla, Keresztury Dezső emlékbeszédei; TDT, Bp., 1963
- Tarnay Zsuzsanna–Rózsa György: Batsányi János irodalmi munkássága és egykorú képmásai; Veszprém Megyei Múzeumi Igazgatóság–Veszprém Megyei Könyvtár, Veszprém, 1963
- Batsányi János' poétai munkáji; 2. megbőv. kiad., kézirathasonmás; bev. Keresztury Dezső; Magyar Helikon–Akadémiai, Bp., 1980
- Tapolca szülötte: Batsányi János; Tapolcai Városszépítő Egyesület–Városi Tanács, Tapolca, 1986 (Tapolcai füzetek)
- Elemzések, tanulmányok Batsányi Jánosról; szerk. Kertész Károly; Tapolcai Városi Könyvtár–Batsányi Emlékbizottság; Tapolca, 1995
- Batsányi Jánosról tapolcai tizenéveseknek; szerk. Horváth Szilveszterné, Őriné Szilvási Anna; Tapolcai Városszépítő Egyesület, Tapolca, 1997 (Tapolcai füzetek)
- Németh István Péter: Fogoly és filoméla. Tűnődések Batsányi János és Baumberg Gabriella költészetéről; Tapolcai Városszépítő Egyesület, Tapolca, 2003 (Tapolcai füzetek)
- Keresztury Dezső: Batsányi János, 1763-1845; Tapolcai Városszépítő Egyesület, Tapolca, 2004 (Tapolcai füzetek)
- Batsányi Jánosról tapolcai tizenéveseknek; szerk. Horváth Szilveszterné, Őriné Szilvási Anna munkája; 2. jav. kiad.; Tapolcai Városszépítő Egyesület, Tapolca, 2009
- Batsányi kiskönyv; összeáll. Praznovszky Mihály; Wass Albert Könyvtár és Múzeum, Tapolca, 2013
- Előadások, emlékezések a tapolcai Batsányi-kultusz köréből, 1988-2013; vál., szerk. Kertész Károly; Tapolcai Városszépítő Egyesület, Tapolca, 2013 (Tapolcai füzetek)
- Németh István Péter–Praznovszky Mihály: A számkivetett hűsége. Írások Batsányi Jánosról; Balatonfüred Városért Közalapítvány, Balatonfüred, 2014 (Tempevölgy könyvek)
- Toldy Ferenc: Bacsányi János Költeményei válogatott prózai írásaival egyetemben (Pest, 1865. Heckenast Gusztáv)

## Szépirodalmi feldolgozások
- Gaal Mózes: Távol a hazától. Történeti elbeszélés; Stampfel, Pozsony–Bp., 1902 (Hazafias könyvtár)
- Fényes Samu: Tragédiák. Kuruc Feja Dávid, Bacsányi, stb.; szerzői, Wien, 1930 (Fényes Samu válogatott munkái)
- Koroda Miklós: Megvilágosodott már... Regény; Singer-Wolfner, Bp., 1942
- Koroda Miklós: Batsányi János, a magyar jakobinusok költője; Szikra, Bp., 1946 (Szabad Föld könyvtára)
- Példa és útmutatás. Batsányi János és Baumberg Gabriella a költőutódok szemével. A Cserhát Művész Kör irodalmi és művészeti antológiája; szerk. Bornemisza Attila; Uránusz, Bp., 2004